# Leva Reka
Leva Reka (makedonska: Лева Река) är en ort i Nordmakedonien. Den ligger i kommunen Resen, i den sydvästra delen av landet, 100 kilometer söder om huvudstaden Skopje. Leva Reka ligger 967 meter över havet och antalet invånare är 205.